# Llengües de Sud-àfrica

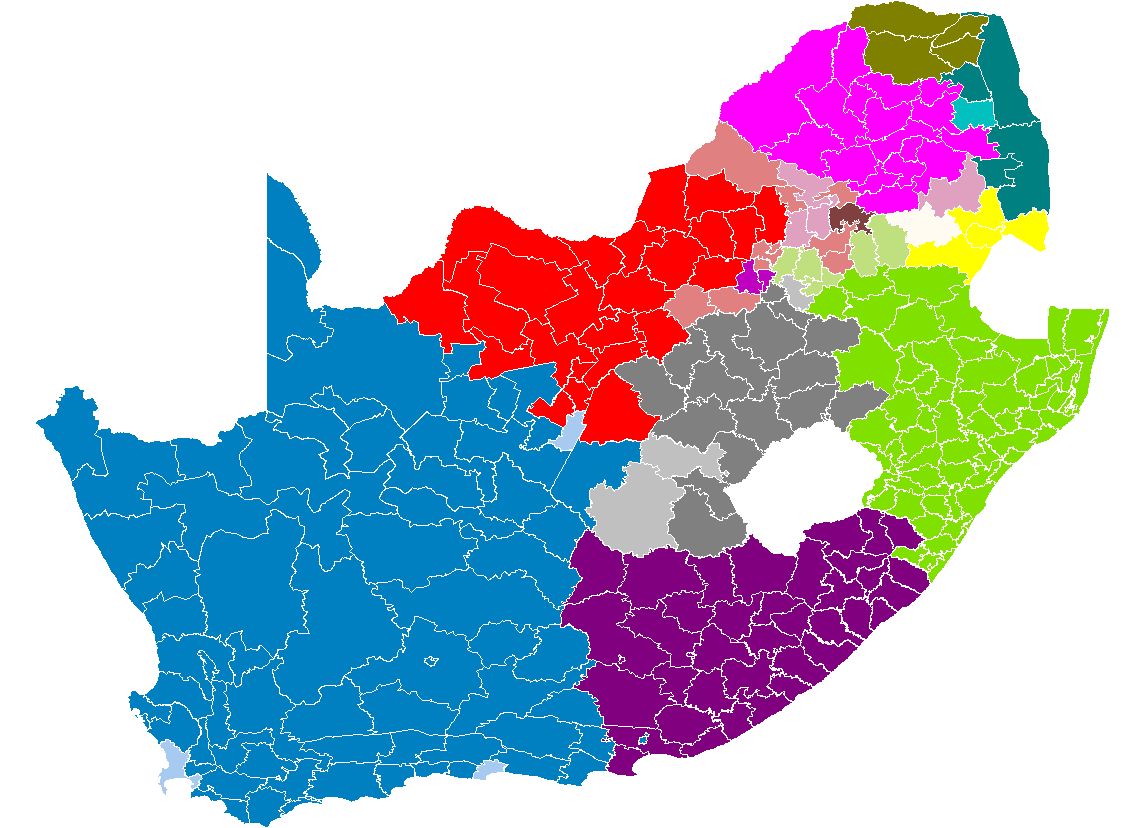
Mapa que mostra els principals idiomes de Sud-àfrica per municipi.
Afrikaans
Setsuana
Sesotho sa leboa
Xosa
Sesotho sa leboa
Ndebele del sud
Zulu
tshivenda
Tsonga
Swazi

Sud-àfrica té onze idiomes oficials i, a més, reconeix vuit idiomes no oficials com a «idiomes nacionals». De les llengües oficials, dues són indoeuropees foranes, l'anglès i l'afrikaans mentre que les altres nou són llengües de la família bantu. Per tant, és l'estat amb més llengües oficials del món.

## Idiomes oficials

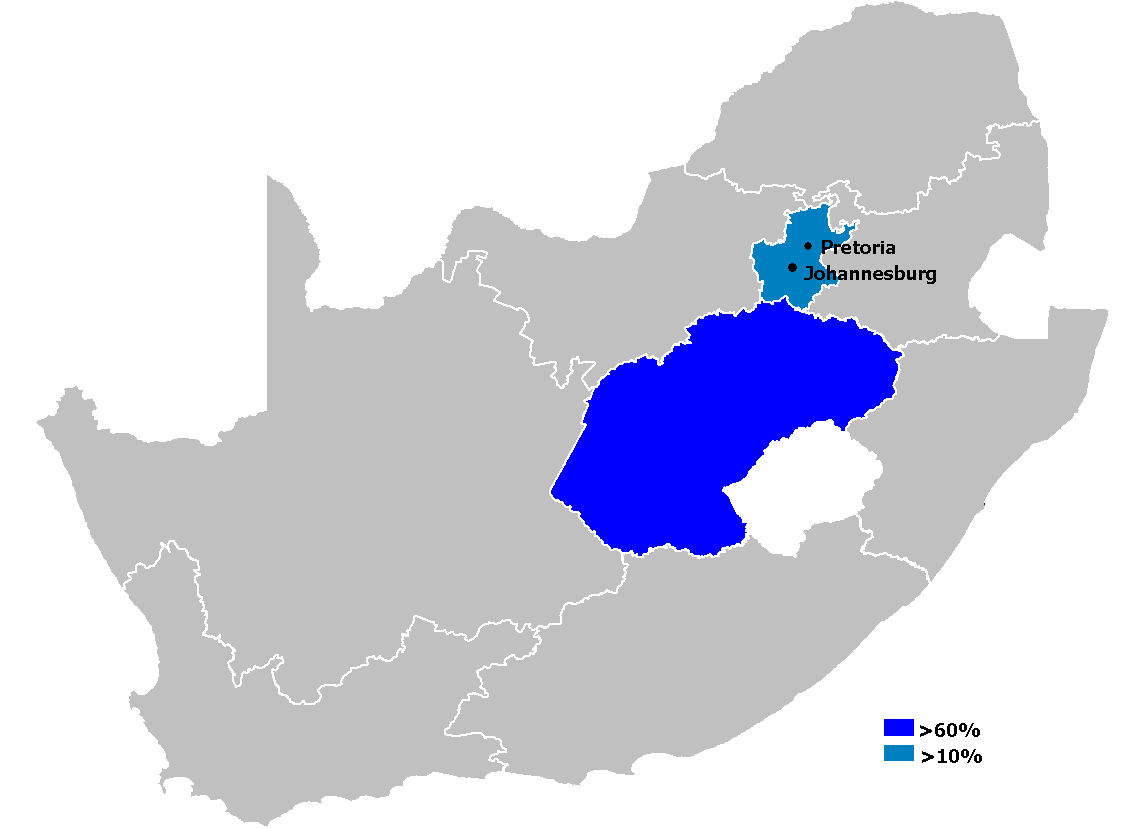
Distribució geogràfica del sesotho a les províncies de Sud-àfrica

Les onze llengües oficials de Sud-àfrica són aquestes (amb el nom emprat per a cada idioma pels parlants entre parèntesis):
Afrikaans (afrikaans), anglés (English), ndebele del sud (isiNdebele), sesotho sa leboa (pedi), sesotho (sesotho), swati (siSwati), tsonga (Xitsonga), setsuana (tswana), tshivenda (Tshivenda), xosa (isiXhosa), zulu (isiZulu).
El més comú dels idiomes parlats a la llar pels sud-africans és el zulu (el 23,8%), seguit del xosa (17,6%) i de l'afrikaans (13,3%).
L'anglés és el sisé idioma més parlat a Sud-àfrica, amb el 8,2% del total (1/3 dels blancs, el 10% dels mestissos i el 60% dels asiàtics), però és entés en la majoria de les zones urbanes i és la llengua predominant en el govern i en els mitjans de comunicació, i hi ha un terç de la població que el coneix.
La majoria dels sud-africans parla un idioma de les dues principals branques de les llengües bantus del sud d'Àfrica: la branca sotho-tswana (sesotho, tswana, sotho del nord), o la branca nguni (ndebele del sud, swazi, xosa, zulu). Dins de cada grup, els distints idiomes són en la major part intel·ligibles per a un parlant nadiu de qualsevol altra llengua dins del seu grup.
Com es pot apreciar als mapes, els nou idiomes autòctons africans de Sud-àfrica es poden dividir en dues zones: els idiomes nguni predominen al sud-est de l'estat (la costa de l'oceà Índic) i les llengües sotho predominen en el terç nord, situades més a l'interior, com també a Botswana i Lesotho. Gauteng és la província lingüísticament més heterogènia, amb si fa no fa el mateix nombre de parlants de nguni, sotho i les 2 llengües foranes indoeuropees. Això ha donat lloc a la propagació d'un argot urbà, el tsotsitaal, a les grans barriades urbanes de la província.
Els idiomes tsonga i tshivenda no pertanyen ni a la branca nguni ni a la sotho-tswana.
L'afrikaans, un idioma derivat del neerlandés, és la llengua majoritària del terç occidental de l'estat (província Cap Occidental i província Cap Septentrional). La parlen la majoria dels blancs (60%), i el 90% dels coloureds (mestissos). També s'empra en tot el centre i el nord, com una segona (tercera o fins i tot quarta) llengua pels sud-africans que viuen en zones agrícoles. El afrikaans és parlat o comprés per la quarta part de la població (quasi la totalitat de les comunitats blanca i coloured i certes minories entre les comunitats negra i asiàtica), i és la segona llengua de comunicació després de l'anglés i per davant del zulu.

## Altres idiomes no oficials
La Constitució també reconeix altres nou «idiomes nacionals» no oficials:
Fanagalo, khoi, san, nama, lobedu (khilobedu), ndebele del nord (Sindebele), fuci (Siphuthi), llengua de signes i tàmil.
El fanagalo és un pidgin basat en el zulu, l'anglés i l'afrikaans i usat com a llengua vehicular en les indústries mineres. El khoi, el san i el nama són llengües o grups dialectals originals de khoikhoi i sans, habitants autòctons de l'oest de Sud-àfrica, i pertanyen a la família khoisànida, caracteritzada per l'ús d'esclats. El lobedu, el nama, el ndebele del nord i el fuci són llengües nigerocongoleses de la branca bantu. El tàmil és una llengua dravídica originària de l'Índia i parlada molt minoritàriament per la població sud-africana d'origen asiàtic.

## Cens
El cens de 2001 va registrar aquests percentatges de parlants en els idiomes:
| Llengües         | Parlants   | %    |
| ---------------- | ---------- | ---- |
| Zulu             | 10 677 000 | 23.8 |
| Xosa             | 7 907 000  | 17.6 |
| Afrikaans        | 5 983 000  | 13.3 |
| Sesotho sa leboa | 4 209 000  | 9.4  |
| Tswana           | 3 677 000  | 8.2  |
| Anglés           | 3 673 000  | 8.2  |
| Sesotho          | 3 555 000  | 7.9  |
| Tsonga           | 1 992 000  | 4.4  |
| Swati            | 1 194 000  | 2.7  |
| Tshivenda        | 1 022 000  | 2.3  |
| Ndebele del sud  | 712 000    | 1.6  |
| Altres idiomes   | 217 000    | 0.5  |
| Total            | 44 820 000 | 100  |